# Новая Слобода (Богородский район)
 Новая Слобода  — поселок в Богородском районе Нижегородской области.

## География
Находится на расстоянии приблизительно 22 км на юго-восток от районного центра города Богородск.

## История
До апреля 2020 года входил в состав Каменского сельсовета.

## Население
Постоянное население составляло 6 человек (русские 100%) в 2002 году, 8 в 2010.